# Anneberg (przystanek kolejowy)
Anneberg (szw. Annebergs station)  – przystanek kolejowy w Anneberg, w regionie Halland, w Szwecji. Znajduje się na Västkustbanan i jest obsługiwany od 1992 roku przez pociągi podmiejskie Göteborgs pendeltåg, pomiędzy Göteborgiem i Kungsbacka. 

## Linie kolejowe
- Västkustbanan